# Moldavische leu
De leu (meervoud lei) is de munteenheid van Moldavië. Eén leu is honderd ban (bani). Leu is het Roemeense woord voor leeuw.
De volgende munten worden gebruikt: 1, 5, 10, 25 en 50 ban. Het papiergeld is beschikbaar in 1, 10, 20, 50, 100, 200 en 500 leu.
Het huidige gebied van Moldavië was een gedeelte van Roemenië van 1918 tot 1940 en van 1941 tot 1944. Daarom werd hier de Roemeense zilveren leu (ROS) gebruikt. Tussen juni 1940 en juli 1941 en vanaf 1944 was Moldavië een deel van de Sovjet-Unie en werd de Russische gouden roebel (SUG) als munteenheid gebruikt. De nieuwe roebel (SUN) verving deze munteenheid in 1947 in een verhouding van 1:10. In 1961 werd de harde roebel (SUR) ingevoerd, wederom in een verhouding van 1:10. Na de onafhankelijkheid in 1991 werd de Sovjet-Russische munteenheid vervangen door de Moldavische roebel (MDR), die alweer in 1992 door de Moldavische leu werd vervangen in een verhouding van 1 leu voor 1000 roebels.
Sinds 2015 is de wisselkoers versus de euro redelijk constant. Gemiddeld lag deze koers rond de 20 lei per euro en de koers bewoog tussen de 18,5 en 22,3 lei per euro.